# Капиллярный электрофорез-масс спектрометрия

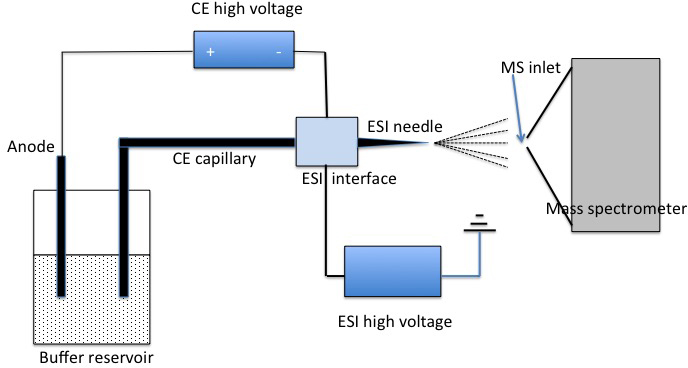
Схема установки для капиллярного электрофореза — масс-спектрометрии

Капиллярный электрофорез-масс-спектрометрия (КЭ-МС) — метод аналитической химии, основанный на комбинации капиллярного электрофореза с масс-спектрометрией. КЭ-МС сочетает в себе преимущества КЭ и МС, обеспечивая высокую эффективность разделения и предоставляя полную информацию о молекулярной массе веществ в единичном анализе. Метод обладает высокой разрешающей способностью, чувствительностью, скоростью анализа, при этом требуется минимальный объем образца (несколько нанолитров). Ионы обычно получают путем ионизации электрораспылением, но они также могут быть образованы методом матричной лазерной десорбции / ионизации или с помощью других способов ионизации. Метод нашел применение для фундаментальных исследований в области протеомики и количественного анализа биомолекул а также в клинической медицине. С момента его появления в 1987 году метод претерпевал различные модификации и усовершенствования. Сейчас КЭ-МС является одной из наиболее эффективных техник разделения и определения. КЭ-МС активно используется для анализа белков, пептидов, метаболитов и других биомолекул. Однако, разработка онлайн КЭ-МС вызывает множество трудностей и требует детального подхода. В решении проблем при сочетании капиллярного электрофореза с масс-спектрометрией особенно важно понимание принципов капиллярного электрофореза, настройки интерфейса, техники ионизации и системы масс-спектрометрического детектирования.

## История развития метода
Самый первый интерфейс (способ соединения) между капиллярным зонным электрофорезом и масс-спектрометрией был разработан в 1987 году Ричардом Д. Смитом и его сотрудниками из Тихоокеанской Северо-Западной национальной лаборатории. Позже они также участвовали в разработке интерфейсов с другими вариантами КЭ, такими как капиллярный изотахофорез и капиллярное изоэлектрическое фокусирование.

## Ввод образца
Существует два распространённых метода ввода образца в систему КЭ-МС, аналогичные способам, применяемых для традиционного КЭ: гидродинамический и электрокинетический ввод.

### Гидродинамический ввод
Для введения пробы капилляр сначала помещается в виалу с образцом. Существуют разные способы гидродинамического ввода: путём приложения давления на входе в капилляр, созданием вакуума на конце капилляра или поднятием виалы с образцом относительно конца капилляра. При гидродинамическом способе можно обеспечить определённый объем вводимой пробы, а значение RSD для объёма образца последовательных вводов обычно ниже 2 %. Вводимый объем и воспроизводимость анализа как правило зависят от продолжительности ввода, смещения виалы с образцом по высоте относительно конца капилляра и/или давления, приложенного к пробе. Например, было выяснено, что использование более высокого давления и меньшего времени ввода способствует уменьшению RSD для площадей пиков и времени миграции аналитов. Одним из основных преимуществ гидродинамического ввода является то, что в данном методе эффективность ввода молекул в капилляр не зависит от их электрофоретической подвижности. Для увеличения производительности и скорости анализа КЭ-МС была создана методика гидродинамического мультисегментного ввода. В этом случае несколько образцов вводятся гидродинамически в капилляр перед анализом, при этом каждый сегмент образца находится между разделителями, заполненными фоновым электролитом.

### Электрокинетический ввод
В этом методе к раствору с образцом прикладывают высокое напряжение. Молекулы вводятся в разделительный капилляр путём электромиграции под воздействием электроосмотического потока раствора. При электрокинетическом вводе улучшается чувствительность по сравнению с гидродинамическим способом, особенно при использовании более низкого напряжения и более длительного времени ввода. Однако, воспроизводимость площадей пиков и времени миграции аналитов хуже. Эффективность ввода связана с электрофоретической подвижностью образцов: молекулы с высокой подвижностью вводятся активнее. В результате, электрокинетический метод ввода чувствителен к матричным эффектам и изменениям ионной силы раствора образца.

## Сочетание КЭ и МС
Капиллярный электрофорез — это метод разделения, в котором высокое напряжение применяется для создания электроосмотического потока при разделении ионов. Аналиты мигрируют от одного конца капилляра к другому с разной скоростью в зависимости от их заряда, размера и вязкости среды. Чем выше напряжённость электрического поля, тем больше подвижность. Масс-спектрометрия — это аналитический метод, позволяющий идентифицировать химические соединения на основании отношения их массы к заряду (m/z). В ионном источнике молекулы, поступающие из разделительного капилляра, преобразуются в ионы, которые разделяются в зависимости от m/z под воздействием электрического и магнитных полей. Затем разделённые ионы фиксируются детектором. Основная проблема соединения КЭ с МС — выбор оптимального метода ионизации и его сочетание с техникой капиллярного электрофореза. Разделение и обнаружение веществ можно улучшить с помощью подходящего интерфейса. КЭ успешно сочетается с такими методами ионизации, как ББА, ЭРИ, МАЛДИ, ХИАД и ДЭРИ. Наиболее распространённый метод ионизации, хорошо сочетающийся с капиллярным электрофорезом, — электроспрей (ЭРИ).

### Интерфейс КЭ-МС с ионизацией электрораспылением
В первоначальном интерфейсе КЭ-МС использовали капиллярную оболочку из нержавеющей стали, обернутую вокруг конца разделительного капилляра. Капилляр из нержавеющей стали обеспечивает электрический контакт с фоновым электролитом, вытекающим из разделительного капилляра, тем самым замыкая цепь и инициируя электрораспыление. У данного интерфейса есть несколько недостатков, например, несоответствие скоростей потока двух систем. С тех пор интерфейсные системы постоянно совершенствуют, стараясь обеспечить хороший электрический контакт между разделительным капилляром и масс-спектрометром и постоянную скорость потока. Ещё одним ключевым фактором успешного сочетания КЭ-МС является выбор буферного раствора, который должен быть оптимальным для разделения, но в то же время быть совместимым с электрораспылительной ионизацией. В настоящее время существует три основных типа интерфейсной системы для КЭ-МС, которые кратко обсуждаются ниже. В двух из них используется проводящая обволакивающая жидкость (sheath liquid) для обеспечения электрического контакта.

#### Интерфейс c обволакивающей жидкостью (sheath-flow interface)

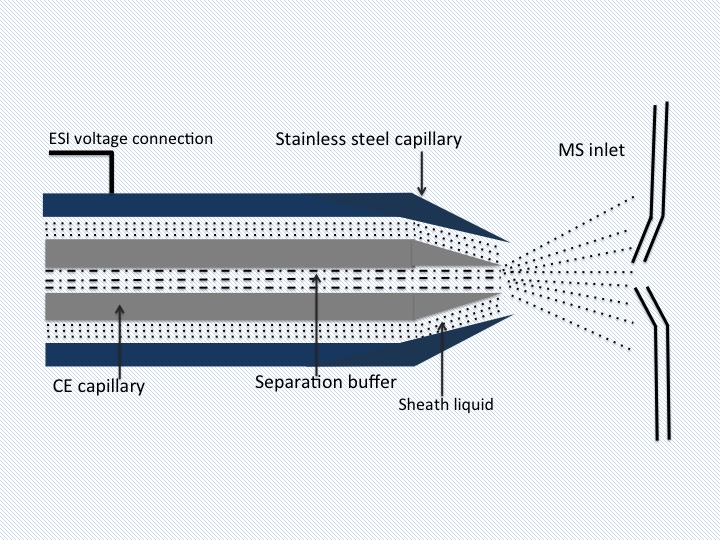
Интерфейс КЭ-МС с обволакивающей жидкостью

В этом типе интерфейса электрический контакт между электродом и фоновым электролитом осуществляется с помощью проводящей обволакивающей жидкости (ОЖ). ОЖ протекает во внешней трубке, коаксиально разделительному капилляру, и, смешиваясь с фоновым электролитом на конце капилляра, образует конус Тейлора. В наиболее популярных коммерческих интерфейсах КЭ-ЭРИ-МС используется дополнительная внешняя трубка (трёхтрубная коаксиальная конструкция) с потоком распыляющего газа (sheath gas), который помогает стабилизировать электроспрей и ускорить испарение растворителя. Но было обнаружено, что распыляющий газ может вызывать эффект всасывания около конца капилляра, что приводит к параболическому профилю потока и, как следствие, низкой эффективности разделения. ОЖ обычно представляет собой смесь воды и метанола (или изопропанол) в соотношении 1:1 с 0,1 % уксусной или муравьиной кислотой. Данный интерфейс отличается стабильностью. Кроме того, выбор фонового электролита гораздо шире, чем в интерфейсе без ОЖ. Однако, поскольку скорость потока ОЖ, необходимая для стабильного электроспрея, обычно довольно большая (1-10 мкл / мин), чувствительность снижается из-за разбавления образцов. ОЖ можно подавать в систему гидродинамическим (с помощью шприцевого насоса) или электрокинетическим способом. Электрокинетический метод позволяет легко работать в режиме наноэлектрораспыления (скорость потока ЭРИ на уровне нл / мин) и, таким образом, повысить чувствительность.
В настоящее время существует несколько новых подходов и улучшений для интерфейса с использованием ОЖ. Для уменьшения мертвого объема и повышения чувствительности был создан так называемый «расширяемый» интерфейс КЭ-ЭРИ-МС. Кончик разделительного капилляра обрабатывали плавиковой кислотой для уменьшения толщины стенки. Конец разделительного капилляра при этом немного выступает из сужающегося внешнего капилляра. Из-за тонкой стенки разделительного капилляра мертвый объем довольно мал, в результате чего повышается чувствительность и эффективность разделения. Работа в режиме наноэлектрораспыления (с использованием эмиттеров малого диаметра и скоростями потока ЭРИ ниже 1000 нл / мин) также помогает повысить чувствительность, воспроизводимость и надежность. Для создания такого интерфейса можно использовать, например, боросиликатный эмиттер с заострённым концом и разделительный капилляр с протравленным концом. Для повышения стабильности и срока службы интерфейса был использован эмиттер с золотым покрытием.

#### Интерфейс без обволакивающей жидкости (sheathless interface)

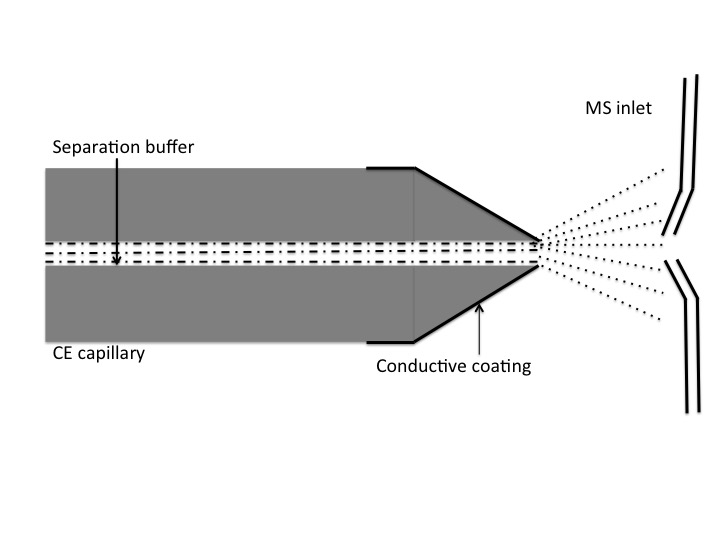
Интерфейс КЭ-МС без обволакивающей жидкости

В этом случае капилляр подсоединяется непосредственно к источнику ЭРИ. Электрический контакт фонового электролита и напряжения источника ЭРИ реализуется путем покрытия конца капилляра проводящим материалом. Поскольку в этом случае не используется обволакивающая жидкость, разбавляющая пробу, система обладает высокой чувствительностью, низкими скоростями потока и минимальным фоновым сигналом. Однако, такие системы имеют множество недостатков, включая низкую механическую прочность и плохую воспроизводимость.
В одной из последних разработок конструкции интерфейса без обволакивающей жидкости используется пористый эмиттер ЭРИ, обычно получаемый методом химического травления. Данный интерфейс обеспечивает надёжное взаимодействие КЭ с ЭРИ и решает проблемы воспроизводимости и стабильности. С помощью пористого эмиттера ЭРИ удалось соединить системы переходного изотахофореза и капиллярного зонного электрофореза с масс-спектрометрией, что позволило значительно повысить ёмкость КЭ и с высокой чувствительностью определять аналиты, присутствующие в следовых количествах. Высокая воспроизводимость, надежность и чувствительность может быть также достигнута в системе переходного капиллярного изотахофореза (CITP) или капиллярного зонного электрофореза в сочетании с ЭРИ с использованием проводящей жидкости. Проводящая жидкость контактирует с покрытой металлом внешней поверхностью эмиттера, замыкая контур. В то же время она не смешивается с фоновым электролитом, выходящим из разделительного капилляра, и, следовательно, не происходит разбавления образца.

#### Интерфейс с жидкостным соединением (liquid junction interface)
В этом методе обычно используют тройник из нержавеющей стали для смешивания фонового электролита, выходящего из разделительного капилляра, с проводящей жидкостью (make up liquid). Разделительный капилляр и эмиттер ЭРИ вставляют в противоположные стороны тройника, при этом между ними поддерживается небольшой зазор фиксированного размера. Проводящая жидкость, находящаяся в зазоре между капилляром и эмиттером, обеспечивает электрический контакт. Эта система довольно простая, недорогая и стабильная. Однако чувствительность снижается из-за разбавления образцов проводящей жидкостью. Одним из видов данного интерфейса является жидкостное соединение, находящееся под давлением (pressurized liquid junction interface). Давление при этом прикладывают к резервуару с проводящей жидкостью. В этом методе разбавление меньше, чем в обычном интерфейсе с жидкостным соединением из-за низких скоростей потока (менее 200 нл / мин). Кроме того, дополнительное давление предотвращает расфокусировку вытекающего потока из капилляра и, как следствие, разрешение возрастает.

### Сочетание КЭ с методом бомбардировки быстрыми атомами в непрерывном потоке
КЭ можно также сочетать с таким методом ионизации, как бомбардировка быстрыми атомами, с использованием интерфейса непрерывного потока. Интерфейс должен способствовать выравниванию скорости потока между двумя системами. Для ББА необходима довольно высокая скорость потока, в то время как для КЭ для лучшего разделения скорость потока должна быть небольшой. Дополнительный выравнивающий поток можно сделать с помощью обволакивающей жидкости или жидкостного соединения.

### Соединение КЭ с МАЛДИ-МС

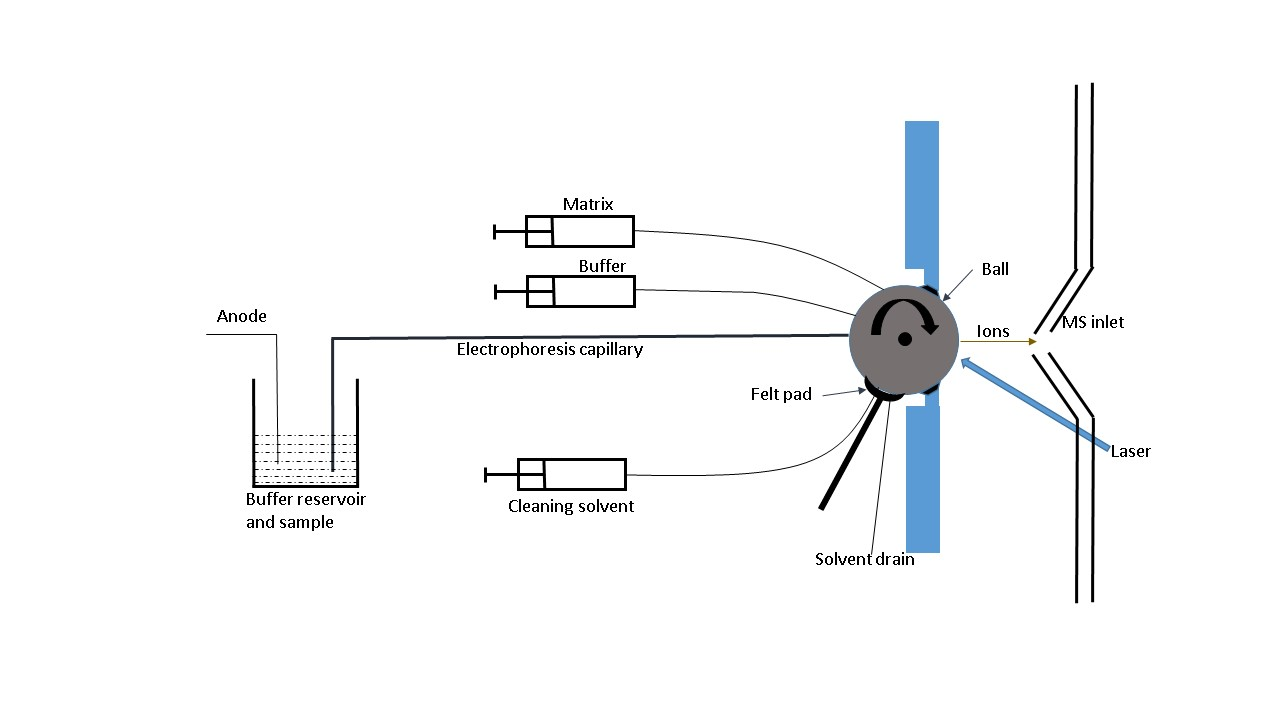
Схема онлайн КЭ-МАЛДИ-МС

При сочетании КЭ и МАЛДИ-МС офлайн, поток, выходящий из разделительного капилляра, распыляют или добавляют по каплям на пластинку МАЛДИ, затем высушивают и анализируют. Для онлайн соединения необходима подвижная пластинка, контактирующая с выходным концом разделительного капилляра. Движущаяся пластинка переносит образцы в масс-спектрометр, где они под воздействием лазера десорбируются и ионизируются. Musyimi с коллегами разработал новую технику, в которой для переноса аналитов из разделяющего капилляра в масс-спектрометр используется вращающийся шар. Образец на выходе из капилляра смешивается с матрицей, которая подаётся через другой капилляр. По мере вращения шара образец высыхает, прежде чем достигнет области ионизации. Эта техника обладает высокой чувствительностью, поскольку не используются дополнительные потоки, разбавляющие пробу.

## Применение
Метод КЭ-МС применяется в биоаналитических, фармацевтических, экологических и судебно-медицинских целях. Основное применение КЭ-МС — биологические исследования, особенно анализ белков и пептидов. Кроме того, его часто используют для рутинного анализа фармацевтических препаратов и в клиническом анализе. Исследуя такие биологические жидкости, как кровь и моча, с помощью КЭ-МС можно выявить биомаркеры почечных заболеваний и рака.
КЭ-МС также можно применять для метаболомики, особенно для профайлинга метаболитов единичных клеток благодаря небольшому объему образца, требуемого для анализа. С помощью КЭ-МС уже были проанализированы нейроны, эмбрионы лягушки и клетки HeLa RBC007. Исследование клеток обычно включает экстракцию молекул небольшим количеством (несколько мкл) органического растворителя перед анализом КЭ-МС. Благодаря новой методике взятия проб с поверхности ткани методом КЭ-МС (англ. surface sampling CE-MS, SS-CE-MS) можно анализировать целые срезы ткани без дополнительной пробоподготовки.